# Alfredo Aguilar
Alfredo Aguilar, né le 18 juillet 1988 à San Estanislao (en), est un footballeur international paraguayen, qui évolue actuellement au poste de gardien de but au sein du Sportivo Luqueño.

## Biographie

### En club
Alfredo Aguilar commence sa carrière avec le Club Guaraní, le 2 décembre 2006. 
Avec cette équipe, il atteint les demi-finales de la Copa Libertadores en 2015.

### En sélection nationale
Appelé par Víctor Genes, il fait sa première apparition sur le banc de la sélection nationale le 6 mars 2014, à l'occasion d'un match amical face au Costa Rica (défaite 2-1). 
Il est troisième dans la hiérarchie des gardiens (derrière Antony Silva et Justo Villar) de l'équipe du Paraguay qui prend part à la Copa América 2015 au Chili. 
Il fait partie de la liste provisoire des joueurs retenus pour disputer la Copa América Centenario, pour laquelle il n'est finalement pas retenu (Ramón Díaz lui préférant Diego Barreto).
Le 12 juin 2018, il joue finalement son premier match avec le Paraguay : une rencontre amicale face au Japon (défaite 4-2), au cours de laquelle il remplace le portier de quarante ans, Justo Villar, à la 12e minute.

## Statistiques

### En sélection nationale
| Saison                | Sélection             | Phases finales          | Phases finales | Phases finales | Éliminatoires CDM | Éliminatoires CDM | Matchs amicaux | Matchs amicaux | Total | Total |
| Saison                | Sélection             | Compétition             | M              | B              | M                 | B                 | M              | B              | M     | B     |
| --------------------- | --------------------- | ----------------------- | -------------- | -------------- | ----------------- | ----------------- | -------------- | -------------- | ----- | ----- |
| 2013-2014             | Paraguay              | -                       | -              | -              | -                 | -                 | 0              | 0              | 0     | 0     |
| 2014-2015             | Paraguay              | Copa América 2015 4e    | 0              | 0              | -                 | -                 | 0              | 0              | 0     | 0     |
| 2015-2016             | Paraguay              | Copa América Centenario | -              | -              | 0                 | 0                 | 0              | 0              | 0     | 0     |
| 2017-2018             | Paraguay              | -                       | -              | -              | 0                 | 0                 | 1              | 0              | 1     | 0     |
| 2018-2019             | Paraguay              | Copa América 2019       | 0              | 0              | -                 | -                 | 1              | 0              | 1     | 0     |
| 2019-2020             | Paraguay              | -                       | -              | -              | -                 | -                 | 1              | 0              | 1     | 0     |
| 2020-2021             | Paraguay              | Copa América 2021       | 0              | 0              | 0                 | 0                 | -              | -              | 0     | 0     |
| 2021-2022             | Paraguay              | -                       | -              | -              | 0                 | 0                 | -              | -              | 0     | 0     |
| 2022-2023             | Paraguay              | -                       | -              | -              | -                 | -                 | 0              | 0              | 0     | 0     |
| 2023-2024             | Paraguay              | Copa América 2024       | 0              | 0              | -                 | -                 | 0              | 0              | 0     | 0     |
| Total sur la carrière | Total sur la carrière | Total sur la carrière   | 0              | 0              | 0                 | 0                 | 3              | 0              | 3     | 0     |

## Palmarès

### En club
| Club Guaraní - Tournoi d'ouverture du championnat du Paraguay - Vainqueur en 2010 - Tournoi de clôture du championnat du Paraguay - Vainqueur en 2016 |  | Club Olimpia - Tournoi d'ouverture du championnat du Paraguay - Vainqueur en 2018 et 2019 - Tournoi de clôture du championnat du Paraguay - Vainqueur en 2019, 2020 et 2022 - Coupe du Paraguay - Vainqueur en 2021 (en) - Supercoupe du Paraguay - Vainqueur en 2021 (en) |